# 艾德 (密蘇里州)
艾德（英語：Aid）是位於美國密蘇里州斯托達德縣的非建制地區。

## 歷史
艾德的郵局於1904年設立，其後於1949年停運。當地於1925年共有人口110人。

## 地理
艾德所處的海拔為高於海平面117米（即384英呎），而該地所採用的時區為UTC-6，即北美中部時區（CST）。同時該地設有夏令時間，為UTC-6調快一小時，即UTC-5（CDT）。